# Auvergne (D654)
«Овернь» (фр. Auvergne (D654)) — французький багатоцільовий фрегат класу «Аквітанія». Призначений для протичовнової оборони, знищення надводних кораблів та нанесення ударів по наземним об'єктам противника.

## Історія
Будівництво корабля розпочалося в серпні 2012 року на верфях DCNS в Лор'яні. Фрегат був спущений на воду 2 вересня 2015 року. 14 лютого 2018 фрегат прийнятий на службу ВМС Франції.
У грудні 2022 року заходив у порт Одеси.

## Характеристики
Основні характеристики фрегата: водотоннажність 6000 т, довжина 142 метри, ширина 20 метрів, осадка 5 метрів. Максимальна швидкість ходу 27 вузлів. Екіпаж 108 осіб (включаючи членів вертолітного загону). Дальність плавання 6000 морських миль у 15 вузлах.
Артилерійське озброєння — 76-мм швидкострільна гармата та три 20-мм гармати із системою дистанційного керування, торпеди MU90. Ракетне озброєння — вісім протикорабельних; 16 зенітних ракет вертикального старту та 16 пускових установок для ударних ракет великого радіуса дії (понад 1000 км) типу Storm Shadow. Авіаційне озброєння — вертоліт NH90.